# Ecballium elaterium
Il cocomero asinino (Ecballium elaterium (L.) A. Rich.) è una pianta della famiglia delle Cucurbitacee, diffusa nel bacino del Mediterraneo. È l'unica specie del genere Ecballium A. Rich.
Il suo nome botanico deriva dai termini greci "έκτο"= al di fuori, e "βάλλω"= lanciare e fa riferimento ad una particolarità dei frutti: al loro interno infatti si sviluppa una pressione idraulica notevole che serve a "sparare" i semi il più lontano possibile; i piccioli dei frutti funzionano come tappi che, quando il frutto è maturo, al minimo tocco lasciano fuoriuscire liquido e semi. La pressione che si accumula in un frutto maturo è molto superiore a quella di uno pneumatico d'auto: quando il frutto si stacca dal peduncolo il liquido ed i semi vengono sparati fuori ad una velocità di circa 10 m/s e ad una distanza anche di oltre 12 m.

## Descrizione
Il cocomero asinino è una pianta erbacea perenne, alta fino a 50 cm, con fusto prostrato ispido e verrucoso; i rami fioriferi sono ascendenti; le foglie sono ovate, quasi astate alla base con apice acuto e margine crespato ondulato; i fiori sono piccoli unisessuali, giallo-bianchi, con calice e corolla divisi in 5 lobi. I frutti hanno la forma di un piccolo cocomero spinoso, ovvero di bacca pendula irsuta di forma ovale delle dimensioni di 3–4 cm.

## Usi
Nell'antichità Teofrasto ne consigliava l'uso della radice per combattere la scabbia delle pecore. In medicina si può usare il liquido essiccato come forte purgativo; in erboristeria ne è vietato l'uso data l'elevatissima tossicità.